# Elezioni papali anteriori al 1058
Le elezioni papali anteriori al 1058 non ebbero modalità definite stabilmente.

## Storia
Dalla origini della Chiesa cattolica l'elezione del papa avvenne per acclamazione fino a quella di papa Stefano IV e, da suo successore, papa Pasquale I eletto nell'817, i papi vennero nominati dal clero di Roma. Questa formula rimase in vigore fino al 1400 anche se il più delle volte erano i sovrani a imporre i propri candidati al Collegio cardinalizio: da qui nacque il "cardinale della corona", cioè il cardinale personale di ogni sovrano il quale doveva portare in conclave il veto laicale imposto dallo stesso. Questa formula fu soppressa definitivamente da papa Pio X nel 1903, eletto grazie al veto sollevato dall'imperatore Francesco Giuseppe nei confronti del candidato favorito: il cardinale Mariano Rampolla del Tindaro.

## Elezione papale dell'817
Viene eletto papa Pasquale I, nato a Roma e abate della basilica di Santo Stefano. Egli venne elevato al pontificato per acclamazione del clero romano subito dopo la morte di papa Stefano IV, non era trascorso infatti neanche un giorno intero dalla scomparsa del suo predecessore, poiché il clero temeva che il tempo favorisse eventuali ingerenze da parte dell'imperatore.

## Elezione papale dell'824
Viene eletto Eugenio II che nel maggio dell'anno 824 venne imposto come successore di papa Pasquale I con il fortissimo sostegno di Wala, fidato consigliere inviato dall'imperatore franco Ludovico il Pio. Con l'elezione di Eugenio II l'intervento del sovrano diventò per la prima volta un atto formale. Siccome fu proposto un altro candidato, Sisinnio o Zinzinno (in latino Zinzinnus), sostenuto dalla fazione plebea, si rese necessaria la presenza a Roma di Lotario, figlio di Ludovico e co-imperatore per mantenere l'autorità del nuovo pontefice.

## Elezione papale dell'agosto 827
Viene eletto Valentino che, secondo la leggenda, alla morte del suo predecessore, fu accolto dalla nobiltà e dal popolo di Roma nella basilica di Santa Maria Maggiore, dove il santo sacerdote stava pregando. Ivi una colomba, identificata come lo Spirito Santo, acclamò a gran voce: «Valentino, santissimo arcivescovo, è degno della sede apostolica». Portato in Laterano, qui fu incoronato. Leggende a parte fu eletto all'unanimità da clero, nobiltà e laicato: quest'ultimo attenendosi rigorosamente alla costituzione dell'824 di Lotario I ratificata da papa Eugenio II, partecipò all'elezione attivamente.

## Elezione papale del dicembre 827
Viene eletto Gregorio IV, appartenente a una nobile famiglia romana, monaco benedettino e poi cardinale presbitero di San Marco. Fu scelto per succedere a papa Valentino nel dicembre 827, occasione nella quale riconobbe la supremazia dell'imperatore dei Franchi Ludovico il Pio. Ebbe la consacrazione solo dopo quasi quattro mesi, in quanto dovette aspettare che un legato imperiale approvasse l'elezione ed egli stesso potesse giurare formalmente fedeltà all'imperatore, secondo la Constitutio romana di Lotario I(824), voluta in seguito agli scontri per l'elezione di papa Eugenio II.

## Elezione papale dell'844
Viene eletto Sergio II. Sergio fu eletto per acclamazione da clero, popolo e nobiltà il giorno stesso della morte del suo predecessore, papa Gregorio IV. Contemporaneamente, una fazione scelse di contrapporgli l'arcidiacono Giovanni, anch'egli sostenuto da una parte consistente del popolo. Le milizie inviate dai nobili che sostenevano il pontefice riuscirono a fermare questi oppositori e Giovanni venne condannato a morte, pena che Sergio convertì in esilio. A causa di questi avvenimenti, Sergio venne consacrato pochi giorni dopo, senza attendere il consenso dell'Imperatore Lotario I. Allarmato, Lotario inviò suo figlio Ludovico II, recentemente associato al titolo regale italico, alla testa di un'armata per punire la violazione della Constitutio romana dell'826.

## Elezione papale dell'847
Viene eletto Leone IV, romano di nascita (figlio di Rodualdo) e monaco benedettino nel monastero di San Martino presso la basilica di San Pietro, fu suddiacono sotto Gregorio IV e venne scelto all'unanimità per succedere a Sergio II, quand'era cardinale arciprete dei SS. Quattro Coronati e arciprete sotto papa Sergio II. Siccome Roma era attraversata da tumulti, Leone fu consacrato il 10 aprile dell'847, senza aspettare la conferma dell'imperatore Lotario I.

## Elezione papale dell'855
Viene eletto Benedetto III. Dopo la morte di Leone IV i romani (clero e popolo) elessero Adriano, cardinale presbitero di San Marco, e, dopo il rifiuto di questi, Benedetto, ma una fazione nobiliare gli preferì Anastasio il Bibliotecario. Anche i messaggeri incaricati di avvisare l'imperatore Ludovico dell'elezione di Benedetto al soglio pontificio si professarono per Anastasio, disconoscendo ciò che era stato deciso precedentemente. Ludovico inviò a Roma due suoi delegati: i conti Bernardo e Adalberto affinché ripianassero la questione. Benedetto, a sua volta, inviò due legati per accoglierli. Giunti presso Orte, Bernardo e Adalberto, spinti dall'eloquenza di Anastasio, si unirono alla sua fazione e da qui, tra il 19 e il 20 settembre i congiurati, dopo aver catturato i legati pontifici, attaccarono Roma conquistandola. Il 21 papa Benedetto, vestito con gli abiti cerimoniali, fu svestito dal vescovo di Bagnoregio e messo sotto sorveglianza per ordine dello stesso Anastasio. Il trattamento riservato al legittimo pontefice suscitò vasta indignazione nel clero e nel popolo, il quale si ritirò sul colle Celio e diede inizio alla riscossa della cittadinanza contro l'usurpatore. I legati imperiali cercarono di risolvere la situazione convocando per il 25 settembre un'assemblea generale in Laterano, nel tentativo di rimettere ordine in una città pienamente in tumulto. Schieratosi tutto il popolo a favore di Benedetto, i legati imperiali non poterono fare altro che riconoscere quest'ultimo come legittimo pontefice e allontanarono Anastasio dalla sede di Pietro.

## Elezione papale dell'858
Viene eletto Niccolò I. Quando Benedetto III morì nell'aprile dell'855, l'imperatore Ludovico II si trovava a Roma. Il sovrano, non volendo perdere l'occasione d'influire sulla scelta del futuro papa, riuscì a far confluire i voti sul diacono Niccolò, che però al momento dell'elezione non si trovava insieme al popolo di Roma, ma nella basilica di San Pietro dove si era rifugiato per evitare di essere eletto. Accettata con riluttanza l'alta carica, Niccolò ascese al soglio pontificio il giorno 24 aprile.

## Elezione papale dell'867
Viene eletto Adriano II, suddiacono e cardinale presbitero di San Marco dall'842, su nomina di Papa Gregorio IV, ebbe così tanto prestigio in Laterano anche grazie all'aiuto di Sergio II e così tanta fama per il suo animo caritatevole, che ben due volte nell'855 e nell'858 alla morte di Leone IV e Benedetto III, fu eletto papa, ma per umiltà rifiutò entrambe le nomine. Alla terza elezione, quando aveva 75 anni, accettò la carica come candidato di compromesso per porre fine alla lotta tra le diverse fazioni, una delle quali (capeggiata da Giovanni, poi suo successore) era sostenitrice dell'energica politica di Niccolò I. Adriano mantenne, sebbene con minor vigore, l'atteggiamento del predecessore Niccolò I.

## Elezione papale dell'872
Viene eletto il 14 dicembre un energico arcidiacono, già collaboratore di papa Niccolò, Giovanni VIII per acclamazione dal popolo romano.

## Elezione papale dell'882
Nel dicembre venne eletto Marino, vescovo di Cerveteri, che succedette nel pontificato a papa Giovanni VIII. Fu il primo vescovo ad essere eletto papa, in violazione del canone n. 15 di Nicea.

## Elezione papale dell'884
Viene eletto il romano Adriano III il 17 maggio dell'884, rivale del partito filogermanico di Roma. Il suo pontificato ebbe luogo in un periodo travagliato.

## Elezione papale dell'885
A papa Adriano III succedette un romano di nobili ascendenti, papa Stefano V, eletto nel settembre dell'885 senza che fosse stato sentito l'imperatore Carlo il Grosso. L'elezione fu tuttavia effettuata con l'approvazione di 30 cardinali, tra presbiteri e diaconi, guidati da Formoso.

## Elezione papale dell'891
Viene eletto Formoso. Già nel dicembre 872, dopo la morte di Adriano II, era stato candidato alla sede papale ma gli fu preferito l'arcidiacono Giovanni. Formoso, a causa di complicazioni politiche, lasciò Roma nell'876. Papa Giovanni VIII (872-882) riunì un primo concilio, che intimò a Formoso di fare ritorno a Roma pena la scomunica, e poco dopo un secondo concilio condannò il fuggitivo in contumacia (luglio 876).Dopo il pontificato di Stefano V (885-891), nel settembre 891 Formoso venne eletto papa, venendo poi consacrato il 6 ottobre. Il fatto che fosse vescovo già di un'altra diocesi, motivo di impossibilità ad essere eletto vescovo di Roma, non fu mai impugnato contro di lui se non dopo la sua morte.

## Elezione papale dell'aprile 896
Viene eletto Bonifacio VI nell'aprile 896, ma morì dopo solo quindici giorni di podagra. Il suo fu il papato ufficiale più breve di tutta la storia dei pontefici cattolici.

## Elezione papale del maggio 896
Viene eletto il vescovo di Anagni, Stefano. Le circostanze della sua elezione non sono chiare, ma venne appoggiato da una delle potenti famiglie nobili romane: la Casa di Spoleto, che all'epoca era in competizione sia per il Papato che per l'Impero.

## Elezione papale dell'agosto 897
Viene eletto Romano, cardinale presbitero di San Pietro in Vincoli per succedere al soglio papale dopo l'omicidio di papa Stefano VI. Egli venne deposto pochi mesi dopo da una delle fazioni che a quel tempo si contendevano il potere a Roma.

## Elezione papale del dicembre 897
Viene eletto Teodoro II dopo papa Romano (897), che sedette sul soglio pontificio per soli venti giorni, colto da morte per cause sconosciute.

## Elezione papale del dicembre 897/gennaio 898
Viene eletto Giovanni IX, monaco benedettino. Alla morte di Teodoro II (20 dicembre 897), scoppiarono violente lotte tra la fazione formosiana (cioè quella vicina a papa Formoso, pontefice dall'891 all'896) e l'antiformosiana: vinsero questi ultimi, partigiani del defunto Stefano VI, che insediarono Sergio, vescovo di Caere (l'odierna Cerveteri). Nello stesso mese di dicembre, o nel mese seguente, il partito formosiano, aiutato da Lamberto di Spoleto, cacciò Sergio ed elesse al suo posto Giovanni.

## Elezione papale del 900
Viene eletto papa Benedetto IV. Ordinato prete da Papa Formoso, successe a papa Giovanni IX nel maggio 900 ma, a causa delle violente e sanguinose lotte che seguirono tra formosiani e antiformosiani, poté essere insediato solo un mese dopo, anche se sulle date le fonti sono frammentarie e incerte.

## Elezione papale del 903
Viene eletto Leone V. Nativo di Ardea (37 km a sud di Roma) e parroco a Priapi (cittadina vicina a Roma) venne eletto come successore di Benedetto IV quand'era solo sacerdote, né vescovo né cardinale. Fu inusuale, per l'epoca, la scelta di un candidato che non solo non era ad alti livelli della gerarchia ecclesiastica, ma per di più non apparteneva nemmeno al clero romano. Ciò si può interpretare con il fatto che le parti, non riuscendo a mettersi d'accordo su un candidato romano, ne avessero scelto uno di cui era per lo meno nota la buona reputazione. Inoltre Leone apparteneva probabilmente al partito formosiano.

## Elezione papale del 904
Viene eletto papa Sergio III, di nobile famiglia imparentata con i conti di Tuscolo. Nel dicembre 897, dopo la morte di papa Teodoro II, Sergio aveva tentato di farsi eleggere papa ma era stato cacciato e al suo posto era stato eletto Papa Giovanni IX. Esattamente sei anni dopo (904), rientrato a Roma con il sostegno di Alberico, marchese di Camerino e l'approvazione del potente patrizio romano Teofilatto, suocero di Alberico, salì sul trono pontificio tanto agognato.

## Elezione papale del 911
Viene eletto Anastasio III. Non si ricorda praticamente niente di lui, a parte che il suo pontificato cadde nel periodo in cui la città di Roma era controllata da famiglie di nobili e aristocratici.

## Elezione papale del 913
Viene eletto Lando (o Landone). Successore di Anastasio III, figlio di Taino, fu eletto al soglio pontificio tra il mese di luglio e quello di agosto dell'anno 913 e morì solo sei mesi e dieci giorni dopo, nel febbraio o marzo del 914.

## Elezione papale del 914
Viene eletto Giovanni X, arcivescovo di Ravenna da nove anni. Della sua elezione, promossa dalla potente famiglia romana di Teofilatto, si sa solo che venne eletto nel mese di marzo.

## Elezione papale del maggio 928
Ancora vivente (e carcerato) il deposto Giovanni X, venne eletto Leone VI, in età già avanzata. Dopo essere stato nominato cardinale presbitero di Santa Susanna, venne eletto papa tra maggio e giugno 928.

## Elezione papale del dicembre 928
Viene eletto il prete di Sant'Anastasia papa Stefano VII. La sua elezione subì l'influenza di Marozia.

## Elezione papale del 931
Viene eletto il cardinale presbitero di Santa Maria in Trastevere Giovanni XI. Marozia, la donna più potente di Roma (si era fatta nominare "Senatrice dei romani" da Stefano VII), impose il figlio come nuovo pontefice. Giovanni aveva solo 21 anni quando salì al Soglio.

## Elezione papale del 935
Viene eletto il Cardinale presbitero di San Sisto, Leone nel dicembre del 935.

## Elezione papale del 939
Viene eletto il cardinale presbitero dei santi Silvestro e Martino ai Monti Stefano il 14 luglio 939, dietro sponsorizzazione di Alberico II di Spoleto. Un'erronea leggenda lo vorrebbe di origine germanica, ma è invece certo che fosse romano.

## Elezione papale del 942
Viene eletto il cardinale presbitero di San Ciriaco Marino II il 30 ottobre 942, anch'egli posto sul soglio pontificio grazie all'intervento di Alberico II di Spoleto.

## Elezione papale del 946
Viene eletto, sempre sotto l'egida di Alberico II da Spoleto, papa Agapito II il 10 maggio 946.

## Elezione papale del 955
Viene eletto il 16 dicembre 955 Ottaviano, figlio illegittimo di Alberico II da Spoleto, che, sul letto di morte, aveva fatto giurare ai nobili romani che lo avrebbero eletto papa alla morte di Agapito. Egli fu il secondo papa a cambiare nome con l'elezione al Soglio pontificio e prese infatti quello di Giovanni XII.

## Elezione papale del dicembre 963
Viene eletto Leone VIII. Romano di nascita, non apparteneva al clero, ma era un laico: reggeva l'incarico di protoserinus. Venne eletto al soglio pontificio per decisione di Ottone I, nel sinodo romano che depose papa Giovanni XII il 4 dicembre 963.

## Elezione papale del maggio 964
Viene eletto papa Benedetto V. Fu eletto alla morte di papa Giovanni XII dal patriziato e dalla plebe di Roma in opposizione a Leone VIII, imposto dall'imperatore Ottone I. Al momento dell'elezione Benedetto era un semplice diacono. Si verificò quindi la contemporanea presenza di due papi: Leone VIII e Benedetto V. Quest'ultimo venne dichiarato illegittimo un mese dopo la sua elezione da un sinodo presieduto da Leone VIII e da Ottone I, che aveva intanto assediato Roma minacciando di affamare la città se non fosse stato consegnato Benedetto, che fu poi esiliato ad Amburgo.

## Elezione papale del 965
Viene eletto il vescovo di Narni Giovanni. Dopo un'intera carriera vissuta alla corte papale, venne eletto al soglio pontificio cinque mesi dopo la morte di Leone VIII. Candidato di compromesso, ebbe l'approvazione dell'imperatore Ottone I, secondo il Privilegium Othonis, nonostante molti volessero la reintegrazione dell'ex-papa Benedetto.

## Elezione papale del 973
Viene eletto il cardinale diacono di San Teodoro Benedetto VI. Benedetto venne eletto e consacrato papa sotto la protezione dell'imperatore Ottone I, mentre la famiglia dei Crescenzi, che era in ascesa sosteneva vigorosamente un suo candidato, Francone figlio di Ferruccio. Benedetto era sostenuto sia dal partito filo-imperiale sia, probabilmente, dai circoli riformatori che non volevano una nomina puramente politica in mano ai nobili o al popolo di Roma. Fu eletto nel settembre del 972 ma la necessità di attendere, secondo quanto stabilito dal Privilegio Ottoniano, l'autorizzazione di Ottone I allora in Germania, fece ritardare la consacrazione di quattro mesi. I Crescenzi dovettero dissimulare il loro malcontento per la sconfitta del loro candidato, e aspettare.

## Elezione papale del 974
Viene eletto il vescovo di Sutri, Benedetto. Poiché il conte Siccone (rappresentante di Ottone II) non riconobbe Francone di Ferruccio come successore dell'assassinato Benedetto VI e Francone fuggì in Italia meridionale prima e a Costantinopoli poi, si procedette ad una nuova elezione, che portò ad una soluzione condivisa da tutti: Benedetto, vescovo di Sutri, era stimato sia dalla fazione imperiale sia dalle famiglie romane, compresa quella dei Crescenzi (quella che aveva causato la morte di Benedetto VI e l'elezione di Francone di Ferruccio come antipapa).

## Elezione papale del 983
Viene eletto Giovanni XIV. Pietro Canepanova nacque a Pavia, e prima della sua elevazione al soglio pontificio fu vescovo di Pavia dal 971, nominato da papa Giovanni XIII e cancelliere imperiale di Ottone II. Prima di rivolgersi a lui, Ottone aveva offerto il trono papale a Maiolo, abate di Cluny, già in fama di santità, il quale però aveva rifiutato. I negoziati che servirono a convincere Pietro ad accettare la nomina durarono ben quattro mesi, durante i quali il Soglio pontificio fu vacante.

## Elezione papale del 985
Viene eletto papa Giovanni XV nell'agosto del 985, sotto il patrocinio della famiglia Crescenzi, nella persona di Giovanni Crescenzio († 988).

## Elezione papale del 996
Nell'aprile 996 viene eletto Brunone di Carinzia, figlio del duca Ottone di Carinzia e cugino dell'imperatore, che prende il nome di Gregorio V, dopo che una delegazione romana aveva raggiunto l'imperatore Ottone III a Ravenna, per chiedergli di scegliere il nuovo papa.

## Elezione papale del 999
Viene eletto Gerberto da Aurillac, arcivescovo di Ravenna. L'imperatore favorì la sua elezione a successore di Gregorio come pontefice nel 999. Gerberto prese il nome di Silvestro II. La scelta del suo nome pontificale derivava da una duplice esigenza: abbandonare un nome dalla forte risonanza germanica (Gerberto) per uno tradizionalmente latino (Silvestro) e affermare il proprio legame con l'imperatore Ottone III, del quale fu precettore e maestro. L'imperatore Ottone riteneva infatti sé stesso un secondo Costantino e così di riflesso Gerberto prese il nome del pontefice Silvestro I, che, secondo una tradizione, aveva guarito Costantino dalla lebbra.

## Elezione papale del maggio 1003
Viene eletto Giovanni XVII il 16 maggio 1003, consacrato un mese dopo, resse la Chiesa per soli cinque mesi (la data esatta del decesso è incerta).

## Elezione papale del dicembre 1003
Viene eletto Giovanni Fasano, cardinale presbitero di San Pietro in Vincoli, che divenne così papa Giovanni XVIII. Tradizionalmente ritenuto figlio del presbitero Orso Fasano e di Stefania, fu eletto per volere di Giovanni Crescenzi III (morto nel 1012) la famiglia più potente della città e di cui i Fasano, forse, erano parenti. Eletto il giorno di Natale, fu consacrato il mese successivo.

## Elezione papale del 1009
Viene eletto Pietro, figlio di un calzolaio e vescovo di Albano. Pietro venne eletto papa il 31 luglio 1009, quando il predecessore Giovanni XVIII, probabilmente dimessosi per motivi sconosciuti, era ancora in vita. Fu consacrato dopo la morte del predecessore e adottò il nome pontificale di Sergio IV.

## Elezione papale del 1012
Viene eletto papa Benedetto VIII. Dopo la morte di Sergio IV, le due maggiori famiglie romane si scontrarono sulla scelta del successore. Ciascuna cercò di far prevalere il proprio candidato. Il casato dei Crescenzi, che aveva già imposto a Roma diversi papi in passato (gli ultimi tre furono Giovanni XVII, Giovanni XVIII e Sergio IV), fece elevare al Soglio il romano Gregorio. Il 18 maggio morì il capofamiglia Giovanni Crescenzi III. La morte di Giovanni lasciò i Crescenzi senza un leader. I Tuscolani ne approfittarono imponendo un membro della loro famiglia, Teofilatto II, che assunse il nome pontificale di Benedetto.

## Elezione papale del 1024
Viene eletto Romano, della famiglia dei Tuscolani e fratello del suo predecessore al soglio pontificio. Quando venne eletto pontefice Romano era un laico per questo motivo venne ordinato prima sacerdote e in un momento successivo vescovo, allo scopo di permettergli di ascendere allo scranno papale.

## Elezione papale del 1032
Viene eletto Teofilatto, figlio di Alberico III, conte di Tuscolo a ottenere per Teofilatto l'elezione al Soglio pontificio il 21 ottobre 1032, e lo fece consacrare il 1º gennaio. La famiglia dei Tuscolani esercitava già il potere civile de facto sull'Urbe: il fratello maggiore del pontefice, Gregorio, era senatore della città.

## Elezione papale del gennaio 1045
Viene eletto papa Silvestro III. Dopo che Benedetto IX era stato cacciato da Roma nel settembre 1044, Giovanni IV dei Crescenzi-Ottaviani, vescovo di Sabina, il 13 gennaio 1045 venne eletto, contro la sua volontà, al termine di una lunga lotta tra fazioni, con l'appoggio dei suoi congiunti della famiglia Crescenzi (ramo Crescenzi-Ottaviani) con a capo il conte Gerardo di Galeria e fu consacrato il 20 gennaio con il nome di Silvestro III.

## Elezione papale del marzo 1045
Viene eletto Benedetto IX (2°pontificato). Vista la necessità di ristabilire l'ordine in città, i fratelli di Benedetto, Gregorio e Pietro di Tuscolo, avrebbero riportato a Roma Benedetto e, con l'accordo dei Crescenzi e con l'unanime consenso dei cittadini di Roma, il 10 febbraio 1045 espulsero prontamente il suo rivale Silvestro III.

## Elezione papale del maggio 1045
Viene eletto papa Gregorio VI. Gregorio VI fu nominato papa direttamente del suo predecessore Benedetto IX, che prima di abdicare designò il suo padrino come legittimo successore sul trono di Pietro

## Elezione papale del 1046
Viene eletto Clemente II. Deposti i tre papi, l'imperatore Enrico III doveva scegliere un nuovo pontefice. L'interferenza dell'imperatore nell'elezione pontificia era una prassi di consuetudine nel Medioevo, specie per quegli imperatori germanici appartenenti alla dinastia di Sassonia e dei Salii. Questi, per consolidare il loro dominio, ponevano a capo dei feudi imperiali dei prelati, in quanto non potevano avere figli e quindi impossibilitati a trasmettere i benefici a degli eredi legittimi. Alla loro morte, infatti, i feudi sarebbero ritornati nel demanio imperiale. Nel caso dell'elezione pontificia, l'avere sul trono di Pietro un uomo fedele all'imperatore (meglio se tedesco) era sicuramente una garanzia per i buoni rapporti tra Santa Sede e l'Impero di Germania. Inoltre Enrico, uomo pio e vicino al movimento riformatore di Cluny, intendeva porre fine agli abusi della nobiltà romana e pertanto propose una rosa di prelati tedeschi rinomati per l'illibatezza dei costumi. In primo luogo, Enrico aveva scelto Adalberto arcivescovo di Amburgo-Brema come candidato, ma, al rifiuto di questi, si diresse subito sul suo cappellano, Suidger von Morsleben (Suidgero), vescovo di Bamberga, che subito accettò. L'elezione fu confermata anche con il beneplacito del clero e del popolo romano.

## Elezione papale del 1047
Viene eletto Benedetto IX (3° pontificato). Morto improvvisamente Clemente II il 9 ottobre 1047, Benedetto approfittò della sede vacante e dell'assenza dall'Italia dell'imperatore Enrico per riprendere il suo posto (8 novembre 1047), potendo contare dell'incondizionato appoggio di Guaimaro di Salerno e di Bonifacio di Canossa. Quest'ultimo si rifiutò di scortare a Roma Poppone, vescovo di Bressanone, candidato dell'imperatore a successore di Clemente II. Il rifiuto provocò la violenta reazione dell'imperatore, che minacciò un intervento militare in Italia. Bonifacio allora scese a più miti consigli e scortò a Roma il candidato imperiale. Benedetto riparava nei castelli della Sabina mentre Poppone entrava a Roma senza incontrare alcuna resistenza e il 17 luglio 1048 veniva consacrato papa con il nome di Damaso II, così che poté succedere a Clemente in tutta tranquillità. Benedetto rifiutò di rispondere alle accuse di simonia e venne scomunicato.

## Elezione papale del 1048
Viene eletto papa Damaso II. Poppone fu eletto, per volere dell'imperatore, il 25 dicembre 1047 nella città di Pöhlde (Bassa Sassonia). Enrico lo elesse contro Alinardo, arcivescovo di Lione, che era stato chiesto dai romani come loro Papa dopo la morte di Clemente; altro candidato era l'ex-papa Gregorio VI che alcuni, in primis Wazone, vescovo di Liegi, avrebbero voluto reinsediare. Gregorio però morì poco dopo e il problema, per Enrico, non si pose più. Morti Gregorio VI e Clemente II, di fatto Poppone regnò con due ex-papi ancora in vita: Benedetto IX e Silvestro III. Poppone fu papa, di fatto, per otto mesi, ma poté essere intronizzato solo sette mesi dopo, perché Benedetto aveva, intanto, ripreso possesso di Roma.

## Elezione papale del 1049
Viene eletto papa Leone IX. Alla morte di papa Damaso II, Brunone, vescovo di Toul, venne scelto come suo successore da un'assemblea tenuta a Worms nel dicembre del 1048. Sia l'imperatore che i delegati romani vi concorsero, ma Brunone stipulò, come condizione per la sua accettazione, che sarebbe prima andato a Roma per essere eletto canonicamente per voce del clero e del popolo. Partendo poco dopo Natale, s'incontrò con l'abate Ugo di Cluny a Besançon, dove venne raggiunto dal giovane monaco Ildebrando, già assistente di papa Gregorio VI e futuro papa Gregorio VII. Arrivando a Roma in abiti da pellegrino nel febbraio seguente, venne accolto con molta cordialità e alla sua consacrazione assunse il nome di Leone IX.

## Elezione papale del 1054
Viene eletto papa Vittore II. Alla morte di papa Leone IX, Ildebrando di Soana, la più importante figura ecclesiastica del tempo e futuro papa, si trovava in Francia; egli si portò subito in Germania, a Magonza, dove arrivò anche una delegazione di nobili romani contrari alla rigida riforma ildebrandina. Ildebrando propose come papa proprio Gebardo di Dollnestein-Hirschberg, vescovo di Eichstätt, il quale era più vicino alle tesi riformiste. Egli fu quindi nominato papa da Enrico III a Magonza nel settembre 1054 scegliendo il nome pontificale di Vittore II e chiedendo all'imperatore il suo appoggio per la riconquista dei territori dello Stato della Chiesa perduti. Venne consacrato ben sette mesi dopo.

## Elezione papale del 1057
Viene eletto Federico di Lorena, OSB Cas., che prese il nome di papa Stefano IX. Cardinale diacono di Santa Maria in Domnica dal 1049 e da pochi mesi abate di Montecassino, cinque giorni dopo la morte di Vittore II venne scelto per succedergli, nonostante che egli stesso consigliasse caldamente altri candidati degni, tra cui Giovanni Mincio dei Conti di Tuscolo, suo amico che meno di un anno dopo gli succederà (antipapa Benedetto X). Federico si diede il nome pontificale di "Stefano IX" in omaggio a San Stefano Papa, di cui ricorreva la festa, e ignorando Stefano II nella numerazione.

## Dal 1058
A seguito degli eventi che portarono all'elezione papale del 1058 di Niccolò II, si prese coscienza della necessità di riformare l'elezione del papa la quale sottostava ancora alle normative del Privilegium Othonis. Il neo-eletto Niccolò II, riunito un sinodo in Laterano, promulgò pertanto, nella seduta del 18 aprile 1059, il Decretum in Electione Papae, contenuto all'interno della bolla In Nomine Domini, che stabiliva la fine dell'intromissione imperiale nelle elezioni pontificie e l'affidamento del ruolo ai soli cardinali-vescovi.